# إنتاجية (علم البيئة)
في علم البيئة تشير الإنتاجية البيولوجية أو الإنتاج (بالإنجليزي:(Productivity (ecology)إلى أجيال من الكتلة الحيوية في النظام البيئي، ويعبر عنها عادة بوحدة الكتلة بالنسبة لوحدة السطح أو الحجم في وحدة الزمن (جرام/ م2. يوم), ترتبط وحدات الكتلة لتولد كتلة جافة أو كتلة كربونية.
الإنتاجية البيولوجية ذاتية التغذية مثل النباتات تسمى إنتاجية أولية في حين الكائنات غير ذاتية التغذية مثل الحيوانات تسمى إنتاجية ثانوية 

## إنتاجية أولية
الكائنات الحية المسئولة عن الإنتاج الأولي تشمل النباتات البرية، الطحالب البحرية وبعض أنواع البكتيريا بمافي ذلك البكتيريا الزرقاء.
المنتجات هي غالبا من النباتات الخضراء والطحالب التي تقوم بصنع غذائها بنفسها Autotrophs فيما يعرف بعملية البناء الضوئي Photosynthesis. ولذا سميت منتجات.وفي هذه العملية تأخذ المنتجات غاز ثاني اكسيد الكربون من الجو بوجود اشعة الشمس والماء وتنتج سكر الجلكوز الذي يزود المنتجات بالطاقة اللازمة لعملياتها الحيوية.وينطلق غاز الاكسجين كما يظهر في المعادلة التالية:
6H20+6C02+energy <طاقة شمسية> كلوروفيل وانزيمات---C6H1206+602
ثم تقوم المنتجات بتحويل سكر الجلكوز إلى مركبات عضوية organic Compounds معقدة تشمل الكربوهيدرات والبروتينات والدهون وغيرها وتبني بها انسجتها واجزائها المختلفة بوجود العناصر الغذائية الأخرى Mineral Nutrients كالنيتروجين والفسفور والبوتاسيوم والكبريت التي تقوم بامتصاصها من مياه التربة أو من الماء مباشرة..والكلوروفيل صبغ اخضر اللون في المنتجات وهو الذي يستعمل الطاقة الشمسية لاتمام عملية التمثيل الضوئي.وبذلك يتعرف النباتات التي تقوم بعملية التمثيل الضوئي بلونها الاخضر.وينبغي ان نذكر هنا ان هناك أنواع من البكتيريا تحصل على الطاقة بطريقة كيميائية دون الحاجة لاشعة الشمس عن طريق اختزل أو اكسدة بعض المركبات الكيميائية مثل بكتيريا الكبريت والنيتروجين.ومن جهة أخرى تعتبر جميع المركبات الكيميائية والمواد الموجودة في الهواء والماء والصخور والتربة التي لاترتبط بنشاطات الكائنات الحية مواد غير عضوية Inorganic Compounds.

## إنتاجية ثانوية
الإنتاجية الثانوية هي أجيال من الكتلة الحيوية غير ذاتية التغذية (مستهلك), الكائنات الحية في النظام تعمل على نقل المواد العضوية بين مستويات التغذية وتمثيل كمية الأنسجة الجديدة المكونة في عملية التمثيل الضوئي، تعرف الإنتاجية الثانوية أحيانا بأنها الكائنات المستهلكة فقط مثل آكلات الأعشاب  وآكلات اللحوم.
الكائنات المسئولة عن الإنتاجية الثانوية تشمل الحيوانات، وحيدات الخلية، الفطريات والعديد من البكتيريا.
يمكن تقدير الإنتاجية الثانوية بطرق مختلفة منها إزالة الإضافة، أو جمع الإضافة، أسلوب النمو اللحظي، أسلوب منحنى ألين 